# Jack Brabham
John Arthur Brabham, conhecido como Jack Brabham (Hurstville, 2 de abril de 1926 — Gold Coast, 19 de maio de 2014), foi um automobilista australiano que venceu os campeonatos de Fórmula 1 em 1959, 1960 e 1966.

## Vida
Brabham é de uma segunda geração de australianos, filho de um dono de mercearia em Hurstville, perto de Sydney. Ele abandonou a escola aos 15 para trabalhar em uma oficina.
Durante a Segunda Guerra Mundial, Brabham serviu na Royal Australian Air Force. Em 1946 abriu uma pequena oficina. Também corria de kart e na sua primeira temporada venceu o campeonato NSW e formou uma parceria com Ron Tauranac.
Em 1955, estreou no Grande Prêmio da Grã-Bretanha pilotando um Cooper. No campeonato de 1959, Brabham venceu o campeonato. Um fato curioso é que para ser campeão, ele teve de empurrar seu carro na reta final do GP dos Estados Unidos. Brabham liderava a última prova da temporada quando, a pouco mais de 300 metros da bandeira quadriculada, a gasolina acabou. Não vendo outra alternativa, ele saltou do cockpit e arrastou seu Cooper para um honroso quarto lugar. O resultado lhe deu pontos suficientes para superar o inglês Tony Brooks na briga pelo título e, de quebra, garantiu o título de construtores para a sua equipe.
Ele voltou a ser campeão em 1960, novamente com a equipe Cooper.

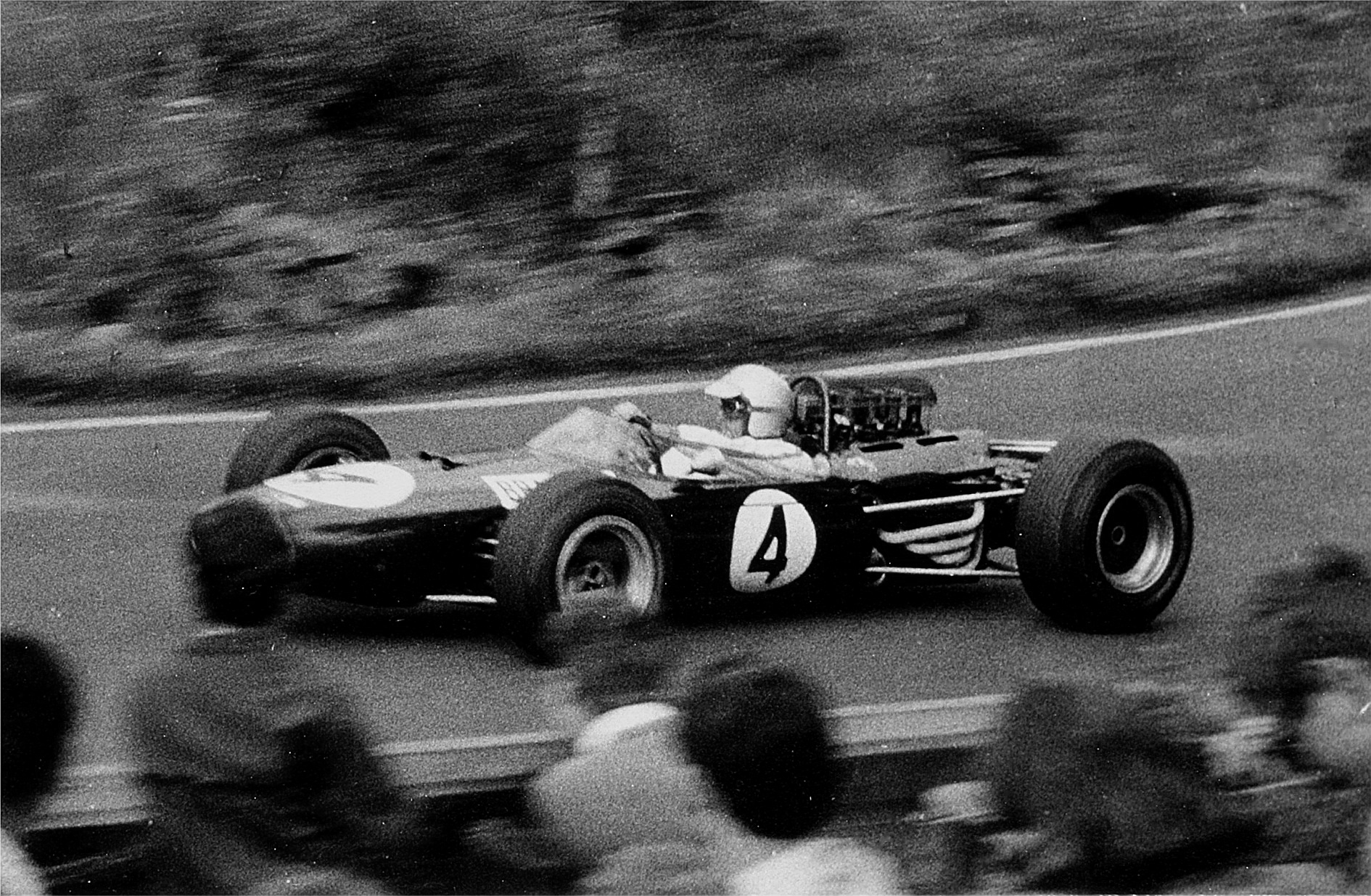
Brabham no Grande Prêmio da Alemanha de 1965 em Nürburgring.

Brabham levou o Cooper campeão de Fórmula 1 para o Indianapolis Motor Speedway para testes logo após a temporada de 1960 e competiu nas 500 Milhas de Indianápolis com uma versão modificada de um carro de Fórmula 1 em 1961. O carrinho engraçado da Europa foi ridicularizado pelas outras equipes, mas chegou a estar em terceiro e terminou a corrida em 9º lugar.
Em 1961, o piloto fundou a sua equipe Brabham com Ron Tauranac. Pouco antes, havia sido colocada uma limitação de 1500 cilindradas nos motores da Fórmula 1, o que não foi bom para Brabham, que não venceu nenhuma corrida com o novo carro no campeonato de 1962. A primeira vitória da equipe veio no Grande Prêmio da França de 1964 com Dan Gurney. 1966, a regra mudou para 3000 cilindradas e Brabham com um Brabham-Repco venceu o campeonato pela terceira vez e a primeira ostentando como dono de equipe. 1967, o título veio com seu companheiro de equipe Denny Hulme. 1970, ele venceu a prova de abertura, o Grande Prêmio da África do Sul, a última da sua carreira. Brabham se aposentou e logo após parou completamente com as corridas, vendendo sua equipe para Tauranac antes de retornar para a Austrália.
Os seus três filhos, Geoff, Gary e David, também foram pilotos de corrida.
Jack Brabham tornou-se membro do International Motorsports Hall of Fame em 1990.

## Resultados na Fórmula 1
(Legenda: Corrida em negrito indica pole position e em itálico indica volta mais rápida)
| Ano  | Equipe                        | Chassis       | Motor                | 1         | 2         | 3         | 4         | 5         | 6          | 7         | 8          | 9         | 10        | 11         | 12        | 13        | Pontos   | Posição  |
| ---- | ----------------------------- | ------------- | -------------------- | --------- | --------- | --------- | --------- | --------- | ---------- | --------- | ---------- | --------- | --------- | ---------- | --------- | --------- | -------- | -------- |
| 1955 | Cooper Car Company            | Cooper T40    | Bristol BS1 L6       |           |           |           |           |           | GBR Ret D  |           |            |           |           |            |           |           | 0        | NC (53º) |
| 1956 | Jack Brabham                  | Maserati 250F | Maserati 250F1 L6    |           |           |           |           |           | GBR Ret D  |           |            |           |           |            |           |           | 0        | NC (73º) |
| 1957 | Cooper Car Company            | Cooper T43    | Climax FPF L4        |           | MON 6º A  |           |           |           |            |           |            |           |           |            |           |           | 0        | NC (23º) |
| 1957 | Cooper Car Company            | Cooper T43    | Climax FPF L4        |           |           |           | FRA 7º2 D |           | GER Ret3 D | PES 7º3 D |            |           |           |            |           |           | 0        | NC (23º) |
| 1958 | Cooper Car Company            | Cooper T45    | Climax FPF L4        |           | MON 4º D  | HOL 8º D  |           | BEL Ret D | FRA 6º D   | GBR 6º D  | GER Ret3 D | POR 7º D  | ITA Ret D | MAR 11º3 D |           |           | 3        | 18º      |
| 1959 | Cooper Car Company            | Cooper T51    | Climax FPF L4        | MON 1º D  |           | HOL 2º D  | FRA 3º D  | GBR 1º D  | GER Ret D  | POR Ret D | ITA 3º D   | EUA 4º D  |           |            |           |           | 311 (34) | 1º       |
| 1960 | Cooper Car Company            | Cooper T51    | Climax FPF L4        | ARG Ret D |           |           |           |           |            |           |            |           |           |            |           |           | 43       | 1º       |
| 1960 | Cooper Car Company            | Cooper T53    | Climax FPF L4        |           | MON DSQ D |           | HOL 1º D  | BEL 1º D  | FRA 1º D   | GBR 1º D  | POR 1º D   |           | EUA 4º D  |            |           |           | 43       | 1º       |
| 1961 | Cooper Car Company            | Cooper T55    | Climax FPF L4        | MON Ret D | HOL 6º D  | BEL Ret D | FRA Ret D | GBR 4º D  |            |           |            |           |           |            |           |           | 4        | 11º      |
| 1961 | Cooper Car Company            | Cooper T58    | Climax FWMV V8       |           |           |           |           |           | GER Ret D  | ITA Ret D | EUA Ret D  |           |           |            |           |           | 4        | 11º      |
| 1962 | Brabham Racing Organisation   | Lotus 24      | Climax FWMV V8       | HOL Ret D | MON 8º D  | BEL 6º D  | FRA Ret D | GBR 5º D  |            |           |            |           |           |            |           |           | 9        | 9º       |
| 1962 | Brabham Racing Organisation   | Brabham BT3   | Climax FWMV V8       |           |           |           |           |           | GER Ret D  |           | EUA 4º D   | RSA 4º D  |           |            |           |           | 9        | 9º       |
| 1963 | Brabham Racing Organisation   | Lotus 25      | Climax FWMV V8       | MON 9º D  |           |           |           |           |            |           |            |           |           |            |           |           | 14       | 7º       |
| 1963 | Brabham Racing Organisation   | Brabham BT3   | Climax FWMV V8       |           | BEL Ret D |           |           |           |            | ITA 5º D  |            |           |           |            |           |           | 14       | 7º       |
| 1963 | Brabham Racing Organisation   | Brabham BT7   | Climax FWMV V8       |           |           | HOL Ret D | FRA 4º D  | GBR Ret D | GER 7º D   |           | EUA 4º D   | MEX 2º D  | RSA 13º D |            |           |           | 14       | 7º       |
| 1964 | Brabham Racing Organisation   | Brabham BT7   | Climax FWMV V8       | MON Ret D | HOL Ret D | BEL 3º D  | FRA 3º D  | GBR 4º D  | GER 12º D  |           |            |           |           |            |           |           | 11       | 8º       |
| 1964 | Brabham Racing Organisation   | Brabham BT11  | Climax FWMV V8       |           |           |           |           |           |            | AUT 9º D  | ITA 14º D  | EUA Ret D | MEX 15º D |            |           |           | 11       | 8º       |
| 1965 | Brabham Racing Organisation   | Brabham BT11  | Climax FWMV V8       | RSA 8º G  | MON Ret G | BEL 4º G  |           | GBR DNS G |            | GER 5º G  |            | EUA 3º G  | MEX Ret G |            |           |           | 9        | 10º      |
| 1966 | Brabham Racing Organisation   | Brabham BT19  | Repco 620 V8         | MON Ret G | BEL 4º G  | FRA 1º G  | GBR 1º G  | HOL 1º G  | GER 1º G   | ITA Ret G |            |           |           |            |           |           | 421 (45) | 1º       |
| 1966 | Brabham Racing Organisation   | Brabham BT20  | Repco 620 V8         |           |           |           |           |           |            |           | EUA Ret G  | MEX 2º G  |           |            |           |           | 421 (45) | 1º       |
| 1967 | Brabham Racing Organisation   | Brabham BT20  | Repco 740 V8         | RSA 6º G  |           |           |           |           |            |           |            |           |           |            |           |           | 461 (48) | 2º       |
| 1967 | Brabham Racing Organisation   | Brabham BT19  | Repco 740 V8         |           | MON Ret G | HOL 2º G  |           |           |            |           |            |           |           |            |           |           | 461 (48) | 2º       |
| 1967 | Brabham Racing Organisation   | Brabham BT24  | Repco 740 V8         |           |           |           | BEL Ret G | FRA 1º G  | GBR 4º G   | GER 2º G  | CAN 1º G   | ITA 2º G  | EUA 5º G  | MEX 2º G   |           |           | 461 (48) | 2º       |
| 1968 | Brabham Racing Organisation   | Brabham BT24  | Repco 740 V8         | RSA Ret G |           |           |           |           |            |           |            |           |           |            |           |           | 2        | 23º      |
| 1968 | Brabham Racing Organisation   | Brabham BT26  | Repco 860 V8         |           | ESP DNS G | MON Ret G | BEL Ret G | HOL Ret G | FRA Ret G  | GBR Ret G | GER 5º G   | ITA Ret G | CAN Ret G | EUA Ret G  | MEX 10º G |           | 2        | 23º      |
| 1969 | Motor Racing Developments Ltd | Brabham BT26A | Ford Cosworth DFV V8 | RSA Ret G | ESP Ret G | MON Ret G | HOL 6º G  |           |            |           | ITA Ret G  | CAN 2º G  | EUA 4º G  | MEX 3º G   |           |           | 14       | 10º      |
| 1970 | Motor Racing Developments Ltd | Brabham BT33  | Ford Cosworth DFV V8 | RSA 1º G  | ESP Ret G | MON 2º G  | BEL Ret G | HOL 11º G | FRA 3º G   | GBR 2º G  | GER Ret G  | AUT 13º G | ITA Ret G | CAN Ret G  | EUA 10º G | MEX Ret G | 25       | 6º       |

- ↑1  Nos descartes
- ↑2  Dividiu com Mike MacDowell
- ↑3  carro de Fórmula 2

#### Vitórias de Jack Brabham na Fórmula 1
- GP de Mônaco de 1959 (Monte Carlo)
- GP da Grã-Bretanha de 1959 (Aintree)
- GP dos Países Baixos de 1960 (Zandvoort)
- GP da Bélgica de 1960 (Spa-Francorchamps)
- GP da França de 1960 (Reims)
- GP da Grã-Bretanha de 1960 (Silverstone)
- GP de Portugal de 1960 (Circuito da Boavista)
- GP da França de 1966 (Reims)
- GP da Grã-Bretanha de 1966 (Brands Hatch)
- GP dos Países Baixos de 1966 (Zandvoort)
- GP da Alemanha de 1966 (Nürburgring)
- GP da França de 1967 (Bugatti Circuit)
- GP do Canadá de 1967 (Bowmanville)
- GP da África do Sul de 1970 (Kyalami)

## Vitórias por equipe
Cooper: 7
Brabham: 7

## Outros resultados

### 24 Horas de Le Mans[3]
| Ano  | Equipe                   | Nº | Co-Pilotos      | Chassi                  | Pneus | Classe | Voltas | Posição | Posição Na Categoria |
| Ano  | Equipe                   | Nº | Co-Pilotos      | Motor                   | Pneus | Classe | Voltas | Posição | Posição Na Categoria |
| ---- | ------------------------ | -- | --------------- | ----------------------- | ----- | ------ | ------ | ------- | -------------------- |
| 1957 | Cooper Car Company       | 40 | Ian Raby        | Cooper T39              | D     | S 1.1  | 254    | 15º     | 3º                   |
| 1957 | Cooper Car Company       | 40 | Ian Raby        | Coventry Climax 1.1L I4 | D     | S 1.1  | 254    | 15º     | 3º                   |
| 1958 | David Brown Racing Dept. | 2  | Stirling Moss   | Aston Martin DBR1/300   | A     | S 3.0  | 30     | DNF     | DNF                  |
| 1958 | David Brown Racing Dept. | 2  | Stirling Moss   | Aston Martin 3.0L I6    | A     | S 3.0  | 30     | DNF     | DNF                  |
| 1970 | Equipe Matra-Simca       | 32 | François Cevert | Matra-Simca MS650       | G     | P 3.0  | 76     | DNF     | DNF                  |
| 1970 | Equipe Matra-Simca       | 32 | François Cevert | Matra 3.0L V12          | G     | P 3.0  | 76     | DNF     | DNF                  |

## 500 Milhas de Indianápolis[4]
| Ano  | Equipe                       | Nº | Chassi  | Motor       | Pneus | Final | Voltas |
| ---- | ---------------------------- | -- | ------- | ----------- | ----- | ----- | ------ |
| 1961 | Kimberly Cooper-Climax       | 17 | Cooper  | Climax      | D     | 9º    | 200    |
| 1964 | Zink-Urschel Trackburner     | 52 | Brabham | Offenhauser | F     | 20º   | 77     |
| 1969 | Repco-Brabham                | 95 | Brabham | Repco       | G     | 24º   | 58     |
| 1970 | Gilmore Broadcasting-Brabham | 32 | Brabham | Offenhauser | G     | 13º   | 175    |